# هارونا هوسويا
هارونا هوسويا (باليابانية: 細谷はるな؛ بالكانا: ほそや はるな) هي تريثلت يابانية، ولدت في 23 أبريل 1973 في كاوانيشي في اليابان.

## وصلات خارجية
- هارونا هوسويا على موقع أوليمبيديا (الإنجليزية)